# John J. York
John Joseph Robert York (Chicago, 10 dicembre 1958) è un attore statunitense.

## Biografia
Quinto di sei figli è cresciuto a Chicago e si è poi trasferito nel Wisconsin. Nel 1983 si trasferì in California per intraprendere la carriera di attore. Qui, nel corso dei casting per il film Chattanooga Choo Choo, incontrò Vicki Manners che sposò il 15 agosto del 1986 e da cui ha avuto una figlia, Schyler.

## Carriera
Sebbene sia comparso in diverse serie televisive come Dynasty , Casa Keaton e 21 Jump Street, è ricordato principalmente per il ruolo di Malcolm "Mac" Scorpio nella soap opera General Hospital e per il ruolo da protagonista nella serie televisiva Le notti del lupo, in cui interpreta lo studente universitario e lupo mannaro Eric Cord per 28 episodi (più un pilot della durata di due ore). È stato anche co-protagonista del film per la televisione Drake & Josh Go Hollywood e di un episodio de I maghi di Waverly.

## Filmografia

### Televisione
- Hotel – serie TV, 3 episodi (1983-1986)
- Dynasty – serie TV, 1 episodio (1983)
- Listen to Your Heart, regia di Don Taylor – film TV (1983)
- The Bear, regia di Richard C. Sarafian (1984)
- Chattanooga Choo Choo, regia di Bruce Bilson (1984)
- Hunter – serie TV, 1 episodio (1986)
- Dimensione terrore (Night of the Creeps), regia di Fred Dekker (1986)
- Le notti del lupo (Werewolf) – serie TV, 29 episodi (1987-1988)
- Bravo Dick (Newhart) – serie TV, 1 episodio (1987)
- La villa del piacere (House of the Rising Sun), regia di Greg Gold (1987)
- Thunderboat Row, regia di Thomas J. Wright – film TV (1989)
- La signora in giallo (Murder, She Wrote) – serie TV, episodio 5x13 (1989)
- Casa Keaton (Family Ties) – serie TV, 1 episodio (1989)
- Sydney – serie TV, 1 episodio (1990)
- 21 Jump Street – serie TV, 1 episodio (1990)
- Steel and Lace, regia di Ernest D. Farino (1991)
- General Hospital – serie TV, 986 episodi (1991-2025)
- Omicidio su Internet (Closer and Closer), regia di Fred Gerber – film TV (1996)
- Clueless – serie TV, 2 episodi (1997-1998)
- Port Charles – serie TV, 1 episodio (1997)
- La valle dei pini – serie TV, 1 episodio (2001)
- Even Stevens – serie TV, 1 episodio (2002)
- One on One – serie TV, 1 episodio (2003)
- Veronica Mars – serie TV, 1 episodio (2004)
- Experiment 14 (The Eavesdropper), regia di Andrew Bakalar (2004)
- Tutto in famiglia (My Wife and Kids) – serie TV, 1 episodio (2005)
- Drake and Josh Go Hollywood, regia di Steve Hoefer – film TV (2006)
- General Hospital: Night Shift – serie TV, 6 episodi (2007-2008)
- I maghi di Waverly (Wizards of Waverly Place) – serie TV, 1 episodio (2011)
- Pound Puppies – serie TV, 1 episodio (2011)
- Castle - serie TV, episodio 6x05 (2013)